# Meigenia obscurella
Meigenia obscurella là một loài ruồi trong họ Tachinidae.